# 山之井
山之井（やまのい）は、俳書。4巻。北村季吟撰。慶安元年（1648年）刊。
題簽には、四季、日々発句とある。
四季の季題を解釈し、当時の俳人、正章、長頭丸、正式、加友その他の発句を例句として載せる。

## 『増山の井』
『増山の井』（ぞうやまのい）は俳書。北村季吟著。寛文3年（1663年）刊。『山之井』にもれた四季の詞を類集した。実際は野々口立圃の嚔草（はなひくさ）大全を改訂したものという。

## 『続山の井』
『続山の井』（ぞくやまのい）は俳書。7巻。北村湖春編。寛文7年（1667年）刊。『増山の井』の続編。伊賀国の作者36人の発句、附句をおさめ、なかに宗房（のちの芭蕉）の発句28、附句2をのせる。